# رودجر كولينز
رودجر كولينز (بالإنجليزية: Rodger Collins)‏ هو موسيقي أمريكي، ولد في 20 أغسطس 1940 في سانتا آنا في الولايات المتحدة.

## وصلات خارجية
- رودجر كولينز على موقع ميوزك برينز (الإنجليزية)
- رودجر كولينز على موقع أول ميوزيك (الإنجليزية)
- رودجر كولينز على موقع ديسكوغز (الإنجليزية)